# Amir Ayaz
Amir Ayaz (mort 1105) fou un amir turc dels seljúcides, nomenat governador de Hamadan.
Va jugar un gran paper en les lluites entre els sultans seljúcides Barkyaruq i Muhàmmad; primer va donar suport al segon però el 1100/1101 es va posar del costat de Barkyaruq, i quan va morir fou nomenat atabeg del seu fill menor Malik-Xah II. Finalment Muhammad el va fer assassinat el 1105.